# Пуйи-ан-Осуа (кантон)
Пуйи-ан-Осуа (фр. Pouilly-en-Auxois) — кантон во Франции, находится в регионе Бургундия. Департамент кантона — Кот-д’Ор. Входит в состав округа Бон. Население кантона на 2006 год составляло 5315 человек.
Код INSEE кантона — 2126. Всего в кантон Пуйи-ан-Осуа входят 25 коммун, из них главной коммуной является Пуйи-ан-Осуа.

## Коммуны кантона
- Арконсе — население 174 чел.
- Бельно-су-Пуйи — население 210 чел.
- Бёре-Боге — население 128 чел.
- Блансе — население 74 чел.
- Буэ (Кот-д’Ор) — население 42 чел.
- Шайи-сюр-Армансон — население 270 чел.
- Шатонёф — население 87 чел.
- Шательно — население 150 чел.
- Шазийи — население 127 чел.
- Сиври-ан-Монтань — население 92 чел.
- Коммарен — население 128 чел.
- Креансе — население 482 чел.
- Эгийи — население 61 чел.
- Эссе (Кот-д’Ор) — население 179 чел.
- Маконж — население 127 чел.
- Марсийи-Оньи — население 198 чел.
- Мартруа — население 58 чел.
- Мейи-сюр-Рувр — население 179 чел.
- Мон-Сен-Жан (Кот-д’Ор) — население 256 чел.
- Пуйи-ан-Осуа — население 1447 чел.
- Рувр-су-Мейи — население 102 чел.
- Сент-Сабин — население 186 чел.
- Семаре — население 111 чел.
- Туази-ле-Дезер — население 186 чел.
- Ванденес-ан-Осуа — население 261 чел.